# 6. oklepni konjeniški polk (ZDA)
Za druge 6. polke glejte 6. polk.
6. oklepni konjeniški polk (izvirno angleško 6th Armored Cavalry Regiment) je oklepni konjeniški polk Kopenske vojske Združenih držav Amerike.

## Odlikovanja
- Predsedniška omemba enote
- Valorous Unit Award
- Meritorious Unit Commendantion
- Croix de Guerre s palmo
- Križec viteštva s palmo